# داك تايلز 2
داك تايلز 2 (بالإنجليزية: DuckTales 2)‏ (باليابانية: ダックテイルズ2) ، هي لعبة فيديو من إنتاج شركة كابكوم اليابانية المرخصة من والت ديزني ، أنتجت عام 1993م، وهي الجزء الثاني من سلسلة ألعاب داك تايلز ، وتعمل لنظام التشغيل كل من نينتندو إنترتنمنت سيستم وجيم بوي.

## وصلة خارجية
- داك تايلز 2 على موقع IMDb (الإنجليزية)

- داك تايلز 2 على موبي غيمز

لم يتم العثور على روابط لمواقع التواصل الاجتماعي.